# Яворський Вікентій
Віке́нтій Яво́рський (* 1860 — † 1920) — галицький правник.
Згадується Михайлом Грушевським як судовий секретар і донатор Коломийської вчительської семінарії у 1905 році
Секретар суду в Сараєво в Югославії. Заповідав разом з дружиною Марією свої статки Науковому товариству імені Шевченка на українські культурні цілі. Фонд імені Яворських у 1930 році складав 25727 югославських динарів, що відповідало 454,72 доларів США.